# ألبرت أندرسون (مبشر)
ألبرت أندرسون (بالسويدية: Albert Andersson)‏ هو مبشر سويدي، ولد في 8 فبراير 1865 في Skaraborg County ‏ في السويد، وتوفي في 11 مارس 1915.